# Kai Cieliebak
Kai Cieliebak (* 26. März 1966 in Hagen) ist ein deutscher Mathematiker. Er ist Professor an der Universität Augsburg.

## Leben und Wirken
Kai Cieliebak legte 1992 sein Diplom an der Ruhruniversität Bochum unter Helmut Hofer ab und arbeitete anschließend an der Universität Bochum als Wissenschaftlicher Assistent. 1993 bekam er eine Assistentenstelle an der ETH Zürich, wo er unter Helmut Hofer 1996 promovierte. 1996 wechselte er an die Harvard University. 1997 bekam Kai Cieliebak eine Stelle bei der Swiss Bank Corporation und arbeitete dort bis 1998, als er zu IBM wechselte. 1999 wurde er Assistant Professor an der Stanford University. Er wechselte später an die Ludwig-Maximilians-Universität München auf eine Professur. Er folgte 2012 einem Ruf an die Universität Augsburg.
Er ist Mitherausgeber der Zeitschrift Inventiones Mathematicae, Mitglied der Academia Europaea und war eingeladener Sprecher auf dem Internationalen Mathematikerkongress 2022.

## Werke
- mit Yakov Eliashberg, From Stein to Weinstein and Back: Symplectic Geometry of Affine Complex Manifolds (Colloquium Publications, Band 59), American Mathematical Society, 2013, ISBN 978-0-8218-8533-8
- mit A. Floer, H. Hofer: Symplectic homology II: A General Construction. Math. Z. 218, No. 1, 103–122 (1995).
- mit A. Gaio, I. Mundet I Riera, D. Salamon: The symplectic vortex equations and invariants of Hamiltonian group actions. J. Symplectic Geom. 1, No. 3, 543–645 (2002).
- mit D. Salamon: Wall crossing for symplectic vortices and quantum cohomology. Math. Ann. 335, No. 1, 133–192 (2006).
- mit U. Frauenfelder, G. Paternain: Symplectic topology of Mañé’s critical values. Geom. Topol. 14, No. 3, 1765–1870 (2010).
- mit U. Frauenfelder, A. Oancea: Rabinowitz Floer homology and symplectic homology. Ann. Sci. Éc. Norm. Supér. (4) 43, No. 6, 957–1015 (2010).
- mit Y. Eliashberg: The topology of rationally and polynomially convex domains. Invent. Math. 199, No. 1, 215–238 (2015).
- mit K. Mohnke: Punctured holomorphic curves and Lagrangian embeddings. Invent. Math. 212, No. 1, 213–295 (2018).
- mit Yakov Eliasberg, N. Mishachev: Introduction to the h-principle (Second edition), American Mathematical Society, 2013, ISBN 1470461056